# منتخب باراغواي لهوكي الحقل
منتخب باراغواي لهوكي الحقل هو ممثل باراغواي الرسمي في المنافسات الدولية في هوكي الحقل
.